# Meinwerk
Meinwerk (Renkum (forse), 975 circa – 5 giugno 1036) fu vescovo di Paderborn dal 1009 alla morte.

## Biografia
Meinwerk proveniva dalla stirpe degli Immedingi, che apparteneva alla nobiltà sassone. Suo padre era il conte Immad (o Immed IV), Sua madre era Adela di Hamaland, una delle due figlie eredi del conte Wichmann di Hamaland. Suo fratello maggiore era il conte Teodorico, che sarebbe stato assassinato su istigazione della loro madre. La sorella Azela era una canonicichessa nell'abbazia di Elten. Un'altra sorella (forse sorellastra) fu la santa Emma († 3 dicembre 1038), moglie del conte Liutgero, figlio di Ermanno Billung.
Come figlio cadetto, Meinwerk era destinato a una carriera ecclesiastica e frequentò le scuole della cattedrale di Halberstadt e Hildesheim, dove ebbe come compagno di studi il futuro re e imperatore Enrico II, all'epoca costretto dal parente Ottone II ad intraprendere gli studi religiosi. Ricevette poi l'incarico di canonico nella cattedrale di Halberstadt. Fu cappellano alla corte dell'imperatore Ottone III dall'anno 1001. Il successore di questo, Enrico II, mantenne il suo compagno di studi Meinwerk come cappellano di corte e lo nominò suo successore dopo la morte del vescovo di Paderborn Rethar nel marzo 1009. Ricevette l'ordinazione episcopale il 13 marzo 1009 nel palazzo di Goslar dall'arcivescovo di Magonza Villigiso. Nel 1001 ebbe un conflitto con Tietmaro, suo parente acquisito in quanto figlio del duca di Sassonia Bernardo, quest'ultimo fratello di Liutgero, marito della sorella (o sorellastra) di Meinwerk e futura santa Emma.
Oltre allo stretto rapporto tra Enrico II e Meinwerk, fu decisivo per la sua elevazione a vescovo di Paderborn che Meinwerk avesse una considerevole fortuna ereditata. La scelta si rivelò anche un colpo di fortuna per l'allora relativamente povera diocesi di Paderborn. Meinwerk fece restaurare la cattedrale di Paderborn (consacrata nel 1015), fondò l'abbazia di Abdinghof e l'abbazia canonica di Busdorf nella città episcopale e riformò le istituzioni ecclesiastiche della diocesi. Egli investì gran parte della sua fortuna nella diocesi.
In quanto principe imperiale, fu anche un importante pilastro della politica imperiale. Prese regolarmente parte alle assemblee imperiali, agli Hoftag e ai sinodi dei vescovi e si recò tre volte a Roma al seguito dei reali, dove fu testimone oculare delle incoronazioni di Enrico II (1014) e Corrado II (1027). Gli imperatori lo ringraziarono anche per i suoi servizi visitando regolarmente la sua diocesi e trasferendogli gran parte delle contee dei conti Haold II e Dodiko quando queste divennero disponibili nel 1011 e 1020 dopo la morte di questi. Enrico II visitò Paderborn e il relativo palazzo imperiale sette volte, Corrado II si fermò a Paderborn addirittura otto volte, per lo più in occasione di feste.
Poco dopo la consacrazione dell'abbazia di Busdorf, da lui fondata nel maggio 1036, Meinwerk morì il 5 giugno. Le sue ossa furono inizialmente deposte nella cappella di Abdings, anch'essa fondata da lui nel 1014. Dopo la chiusura del monastero nel 1803, il sarcofago fu trasferito nella chiesa di Busdorf. Tutt'oggi si trova nel coro alto, anche se alcune delle ossa furono rimosse nel 1936 e sepolte nella cripta della cattedrale, dove sono coperte dal coperchio del sarcofago con la figura di Meinwerk nella cripta del vescovo. Da allora il sarcofago della chiesa di Busdorf ha un semplice coperchio. Meinwerk è venerato come beato nella Chiesa cattolica e commemorato il 5 giugno.
La vita di Meinwerk fu descritta intorno al 1165 dall'abate Corrado di Abdinghoff (1142–1173) nella Vita Meinwerci.
In occasione della sua investitura nel 1009, gli è stata dedicata una mostra a Paderborn avuta luogo dal 23 ottobre 2009 al 21 febbraio 2010.

## Genealogia episcopale
La genealogia episcopale è:
- Arcivescovo Villigiso di Magonza
- Vescovo Meinwerk